# Tycomarptes aethiopica
Tycomarptes aethiopica là một loài bướm đêm trong họ Noctuidae.